# Melamphaes ebelingi
Melamphaes ebelingi is een straalvinnige vissensoort uit de familie van grootschubvissen (Melamphaidae). De wetenschappelijke naam van de soort is voor het eerst geldig gepubliceerd in 1973 door Keene.